# 里瑟法爾克山
47°26′19″N 11°30′25″E / 47.43861°N 11.50694°E

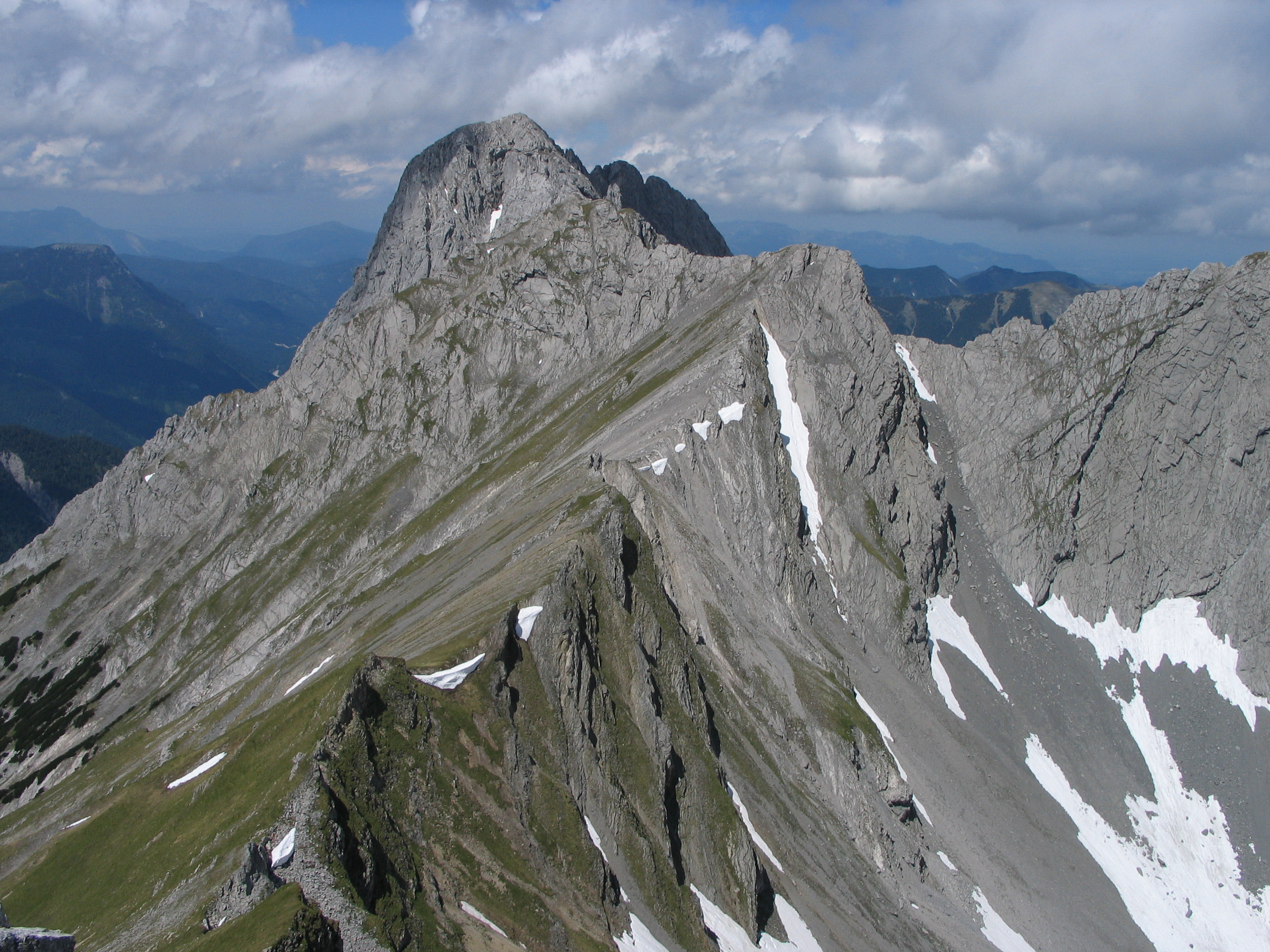

里瑟法爾克山（德語：Risser Falk），是奧地利的山峰，位於該國西部，由蒂羅爾州負責管轄，屬於卡爾文德爾山脈的一部分，海拔高度2,413米，每年平均降雨量1,806毫米，人類在1870年7月1日首次登頂。